# La Hào Tài
La Hào Tài (tiếng Trung: 罗豪才; Wade–Giles: Lo Hao-ts'ai; 1 tháng 3 năm 1934 - 12 tháng 2 năm 2018) là một học giả pháp lý, thẩm phán Tòa án tối cao, và chính khách người Trung Quốc. Ông là Giáo sư và phó hiệu trưởng Đại học Bắc Kinh, Phó Chủ tịch Tòa án Nhân dân Tối cao, Chủ tịch Đảng trí công Trung Quốc, và Phó Chủ tịch Ủy ban Toàn quốc Hội nghị Hiệp thương Chính trị Nhân dân Trung Quốc (CPPCC). Trong lĩnh vực luật hành chính, ông đã đề xuất "lý thuyết cân bằng", đã có ảnh hưởng lớn ở Trung Quốc.

## Thuở nhỏ ở Singapore
La Hào Tài sinh ngày 1 tháng 3 năm 1934 tại Singapore, nhưng quê gốc của ông ở An Khê, Tuyền Châu, Phúc Kiến, Trung Quốc. Ông của ông đã chuyển đến Miến Điện và sau đó định cư tại Singapore. Trong thời gian Nhật chiếm đóng Singapore, chú của ông và hiệu trưởng của trường ông đã bị giết trong vụ thảm sát Túc Thanh.
Sự cai trị của Anh đã được khôi phục tại Singapore vào cuối Thế chiến II. Khi 17 tuổi, ông học tại trường Trung học Hoa kiều Nam Dương, ông đã tham gia phong trào chống thực dân và bị chính phủ Anh giam giữ hơn một năm. Khi ông mất giấy khai sinh, ông bị trục xuất sang Trung Quốc vào tháng 7 năm 1952 sau khi được thả ra khỏi nhà tù.

## Sự nghiệp học thuật
Ở Trung Quốc, ông học tại Trường Trung học Tri Dụng ở Quảng Châu và Trường Trung học số 1 Vô Tích ở Giang Tô. Ông được nhận vào Trường Luật Đại học Bắc Kinh năm 1956, và ở lại như là một giảng viên sau khi tốt nghiệp vào năm 1960.
Bắt đầu từ một trợ giảng, ông đã trở thành giảng viên, phó giáo sư, giáo sư và cuối cùng là Phó Hiệu trưởng Đại học Bắc Kinh. Ông cũng là Phó Chủ tịch của Hiệp hội Luật pháp Trung Quốc và Phó Chủ tịch của Liên đoàn Hoa Kiều trở về nước.

### Lý thuyết cân bằng
Vào những năm 1990, ông đã đề xuất "lý thuyết cân bằng" trong luật hành chính. Theo ông, mối quan hệ cơ bản trong luật hành chính là giữa quyền hành chính với một người hoặc một tổ chức. Trong thời gian trước, mối quan hệ là không công bằng: các nhà chức trách áp đặt các nghĩa vụ đối với cá nhân. Trong xã hội tư bản hiện đại, đã thiết lập luật lệ, luật hành chính nhằm mục đích kiểm soát quyền lực của chính quyền và bảo vệ các quyền cơ bản của cá nhân. Mặc dù đây là một phát triển lớn trong xã hội loài người, ông lập luận rằng hệ thống hy sinh hiệu quả vì lợi ích dân chủ và cản trở phát triển kinh tế. Giải pháp được đề xuất của ông là một "lý thuyết cân bằng", nhằm tìm cách đồng thời bảo vệ và hạn chế cả quyền lực của cơ quan hành chính và các quyền của công dân. Lý thuyết của ông đã trở nên có ảnh hưởng lớn ở Trung Quốc, mặc dù nó cũng gây tranh cãi.

## Sự nghiệp chính trị
Ông gia nhập Đảng trí công Trung Quốc vào năm 1992, và trở thành phó chủ tịch. Từ 1995 đến 2000, ông là Phó Chủ tịch Tòa án Nhân dân Tối cao Trung Hoa. Năm 1997, ông được bầu làm Chủ tịch Đảng trí công Trung Quốc, và năm sau đó, ông là Phó Chủ tịch Ủy ban Toàn quốc Hội nghị Hiệp thương Chính trị Nhân dân Trung Quốc. Ông phục vụ ở cả hai vị trí trong hai nhiệm kỳ (10 năm).
Năm 1999, ông là ủy viên của Ủy ban trù bị cho việc chuyển giao chủ quyền Ma Cao.